# Депалаталізація
Депалаталізація, диспалаталізація (від лат. de... — префікс із значенням віддалення, припинення, скасування, усунення і від лат. palatum — середнє піднебіння) — втрата м'якості приголосними.

## Загальний опис
В українській мові депалаталізація виникла в кінці 12 століття. Найперше втратили м'якість губні приголосні, після яких занепав [ь]: лицємъ, видомъ, со всѣмъ. Після занепаду зредукованого ь депалаталізувалися й передньоязикові [d’], [t’], [z’], [s’], [l’], [n’]: бѣдний, родний, орла. Але перед губними та задньоязиковими вони лишилися м'якими: судьба, редька, тьма, возьму, просьба.
Особливістю української мови є депалаталізаця приголосних перед [е]. Спочатку депалаталізувалися напівпом'якшені приголосні: сестра, несу, мету, весло, пізніше і пом'якшені: море, поле. Орфографія давніх писемних пам'яток, на жаль, не відбила цього процесу. У сучасній українській мові сполучення м'якої приголосної фонеми з [е] позиційно обмежене лише формами прикметника середнього роду однини: синє, третє та формами дієслова лити: ллє, ллється.